# Dendrobium hercoglossum
Dendrobium hercoglossum är en orkidéart som beskrevs av Heinrich Gustav Reichenbach. Dendrobium hercoglossum ingår i släktet Dendrobium, och familjen orkidéer. Inga underarter finns listade i Catalogue of Life.

## Bildgalleri

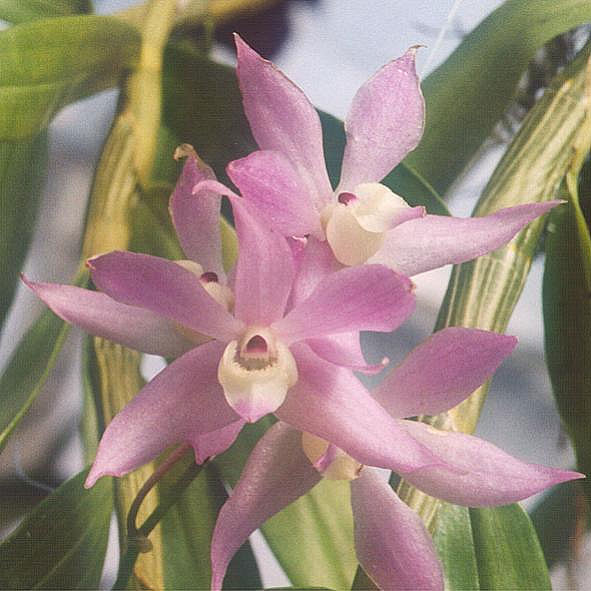
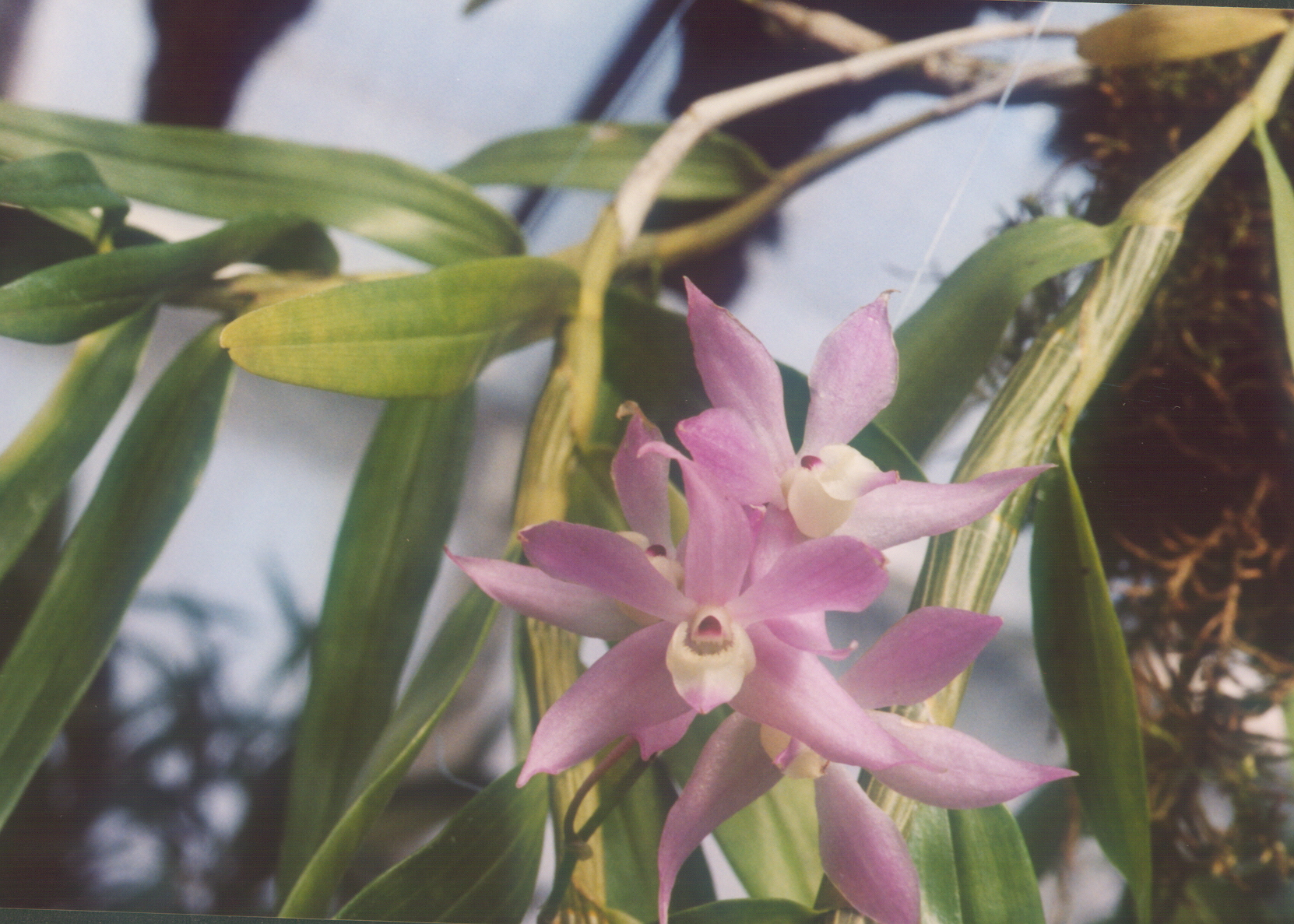